# Niphogeton glaucescens
Niphogeton glaucescens là một loài thực vật có hoa trong họ Hoa tán. Loài này được (Kunth) J.F. Macbr. mô tả khoa học đầu tiên năm 1930.